# Fridag
En fridag er, som navnet antyder, en dag, hvor man har fri. Ordet kan bruges om fri fra arbejdet eller en igangværende uddannelse, men man kan også have en fridag fra andre projekter så som sine børn. En fridag er typisk enkeltstående, men kan få et mindre selskab af andre fridage. Er der tilstrækkeligt mange fridage på række, bliver de til sammen en ferie, og de enkelte dage bliver da kaldt feriedage. Der er ingen klare regler for ordbrugen.